# Cicagna
Cicagna ist eine italienische Gemeinde in der Metropolitanstadt Genua mit 2251 Einwohnern (Stand 31. Dezember 2023).

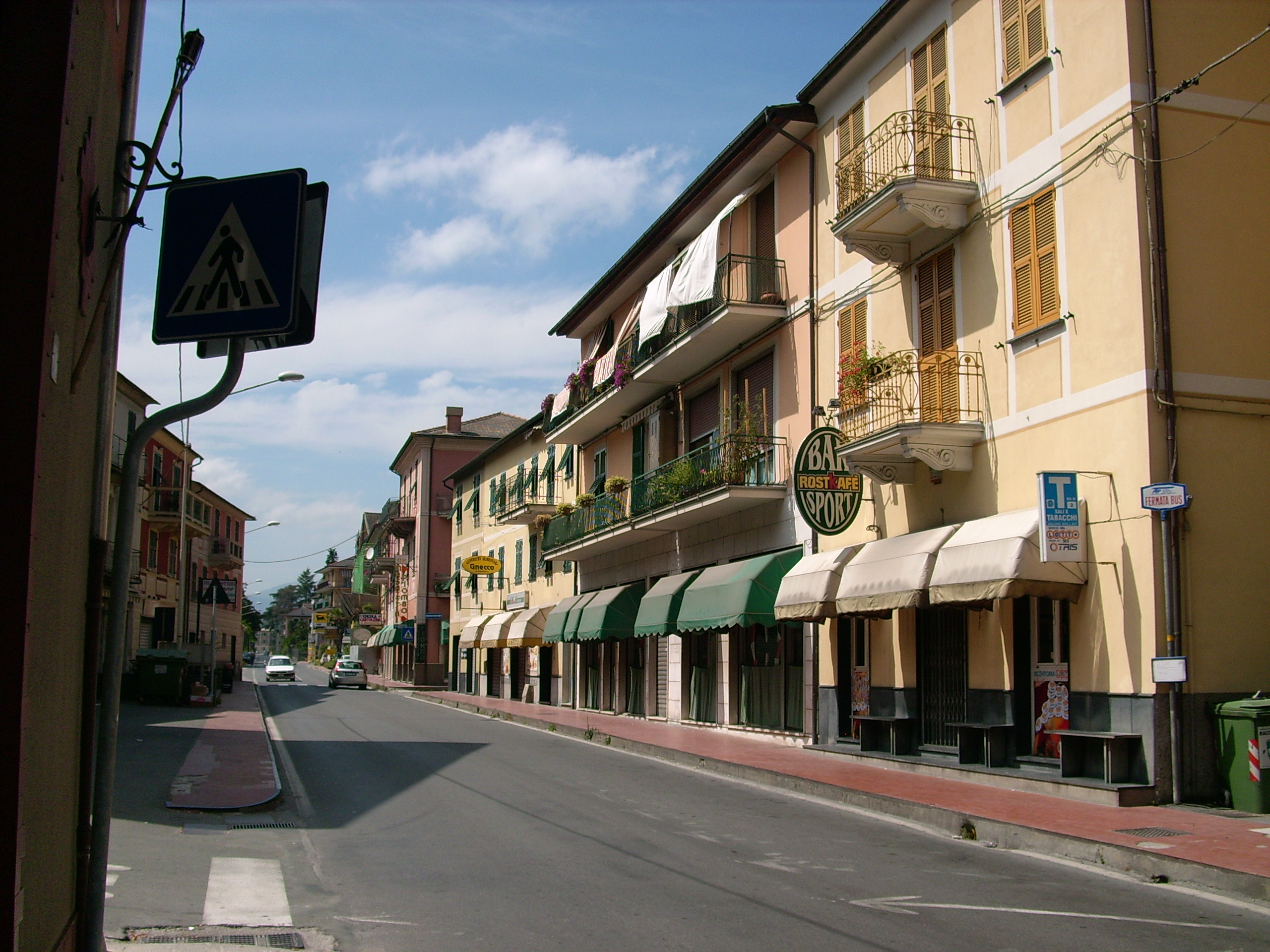

## Lage
Die Gemeinde liegt im Tal Fontanabuona in einer Entfernung von 34 Kilometern zu der ligurischen Hauptstadt Genua.
Zusammen mit weiteren 16 Kommunen bildete Cicagna die Comunità Montana Fontanabuona. In Cicagna befindet sich das Naturkundemuseum La via dell‘ardesia (deutsch: Der Weg des Schiefers).